# Zaprešić (stacja kolejowa)
Zaprešić – stacja kolejowa w miejscowości Zaprešić, w żupanii zagrzebskiej, w Chorwacji. Jest ważnym węzłem kolejowym położonym na linii Zagrzeb – Lublana.

## Linie kolejowe
- Zagrzeb – Lublana
- Zaprešić – Čakovec